# Derzsi Ede
Derzsi Ede (Barót,  1934. október 28. – Sepsiszentgyörgy, 2015. május 21.) röplabdázó, az 1964-es tokiói olimpián negyedik helyen végzett román röplabda-válogatott tagja, román országos, európai és világbajnoki vetélkedők díjazottja, BEK-győztes játékos, edző, sportklubvezető, Mátray Erzsébet újságíró férje.

## Életpályája
Bukarestben végezte a testnevelési főiskolát röplabdaszakedző szakon 1963-ban. 1952–1954 között Bákóban dolgozott egy kombinát diszpécsereként, 1954–1969 között a bukaresti Dinamo röplabdajátékosa, a román válogatott tagja. 1969–1971 között Franciaországban játszott és edzősködött.  1971–1973 között módszertani előadó a bukaresti Dinamó sportklubnál, majd 1988-as nyugdíjazásig a klub technikai vezetője és alelnöke.

## Munkássága
A román válogatottal elért eredményei:
- Világbajnokság: II. hely (Párizs, 1956; Prága, 1958, 1966), III. hely (Rio de Janeiro, 1960; Moszkva, 1962)
- Európai Bajnokság:  I. hely (Bukarest, 1963), II. hely (Bukarest, 1955), V. hely (Isztambul, 1967), Universiade (Szófia 1961)
- Bajnokcsapatok Európai Kupája: I. hely 1966-1967
- Olimpia: IV. hely (Tokió, 1964)

Társszerzője A labda kerek című könyvnek (Bukarest, Előre Kiskönyvtára, 1975).

## Kitüntetései
- Érdemes sportmester (1963)
- Szülővárosa, Barót 1998-ban díszpolgáráva avatja.
- 1998-ban a Magyarok Világszövetsége által szervezett Külhoni Magyar Sportcsillagok I. Világtalálkozóján kitüntetést és díszoklevelet kapott.